# Missioni giapponesi in Silla
Le missioni giapponesi in Silla rappresentano un aspetto delle relazioni internazionali tenutesi tra Silla e Giappone nel VII secolo.
La natura di questi scambi diplomatici bilaterali è dovuta ad un quadro concettuale sviluppato precedentemente tra Giappone e Cina. Gli scambi bilaterali furono intermittenti.
- 648 — Su richiesta del governo giapponese, l'ambasciatore di Silla in Cina consegna una lettera giapponese alla corte dell'imperatore Tang; il messaggio conteneva un augurio di buona salute all'imperatore.[2]
- 804 — Una nave capeggiata da Mine no Masatao fu inviata per consegnare delle lettere dal Consiglio di Stato giapponese.[3]
- 836 — Ki no Mitsu viaggia con un gruppo di inviati giapponesi per consegnare una lettera del Consiglio di Stato.[4]

Secondo il Nihon shoki, negli anni 501-700 il Giappone inviò 328 missioni ufficiali a Baekje, 316 a Silla, 146 a Goguryeo, 193 a Imna (Mimana), 20 a Gaya, 20 a Tamna e 5 nei regni di Samhan. Gli scambi di ambasciate con i regni coreani di Baekje e Silla furono fondamentali per tenere informati i giapponesi degli sviluppi culturali nel continente. 